# ری مک‌کینون (هنرپیشه)
ریموند ویلکز "ری" مک کینون (به انگلیسی: Reymond Wlikes "Rey" Mckinnon؛ زادهٔ ۱۵ نوامبر ۱۹۵۷) با نام هنری ری مک میمون یک هنرپیشه، کارگردان، فیلم‌نامه‌نویس و تهیه‌کننده اهل ایالات متحده آمریکا است.
از فیلم‌ها یا برنامه‌های تلویزیونی که وی در آن نقش داشته‌است، می‌توان به مسیر مردگان، نقطه کور، ای برادر، کجایی؟، خداحافظ عاشق، نشان و ساده‌لوح اشاره کرد.